# أكروباسيس بريفكتيلا
أكروباسيس بريفكتيلا هو نوعٌ من عثة الخطم في جنس أكروباسيس. وصفه زرني عام 1936. وهو مُتوطن في المغرب.